# 弗拉基米尔·谢宁
弗拉基米尔·鲍里索维奇·谢宁（羅馬化：Vladimir Borisovich Senin；1960年9月17日—）是俄罗斯政治人物，第八届国家杜马代表。2005年，他获得了司法科学理学副博士学位。
1991年至1993年，谢宁在莫斯科行政权力系统中担任高级职务。1994年至1995年，他担任国家杜马机构分析部门负责人。1996年至2002年任联邦委员会办公室事务部副部长。2003年至2005年，谢宁担任阿尔法银行政府当局关系部副部长。2005年至2011年，他被任命为阿尔法银行高级副总裁。2021年9月起担任第八届国家杜马代表。

## 制裁
谢宁于2022年因俄乌战争而受到英国政府和美国财政部制裁。